# Santalum
Santalum is een geslacht van houtige planten uit de sandelhoutfamilie (Santalaceae). Het geslacht telt ongeveer vijfentwintig soorten die voorkomen in het Indomaleisisch gebied, Australazië en Oceanië. 

## Soorten
- Santalum acuminatum A.DC.
- Santalum album L.
- Santalum austrocaledonicum Vieill.
- Santalum boninense (Nakai) Tuyama
- Santalum ellipticum Gaudich.
- Santalum fernandezianum Phil.
- Santalum freycinetianum Gaudich.
- Santalum haleakalae Hillebr.
- Santalum lanceolatum R.Br.
- Santalum macgregorii F.Muell
- Santalum murrayanum C.A.Gardner
- Santalum obtusifolium
- Santalum paniculatum Hook. & Arn.
- Santalum salicifolium
- Santalum spicatum (R.Br.) A.DC.
- Santalum yasi Seem.

... · 
Anthobolus · 
Thesium (Bergvlas) · 
Santalum · 
Viscum · 
...